# Mațkove, Hluhiv
Mațkove (în ucraineană Мацкове) este un sat în comuna Banîci din raionul Hluhiv, regiunea Sumî, Ucraina.

## Demografie
Componența lingvistică a localității Mațkove
     Ucraineană (89,35%)
     Rusă (10,06%)
Conform recensământului din 2001, majoritatea populației localității Mațkove era vorbitoare de ucraineană (89,35%), existând în minoritate și vorbitori de rusă (10,06%).